# Salzgitter AG
 Salzgitter AG  er en tysk stålproducent, med hovedkvarter i byen Salzgitter. De producerer årligt 7 mio. tons stål. De har over 100 datterselskaber.

## Datterselskaber
- Ilsenburger Grobblech GmbH (100 %)
- Peiner Träger GmbH (100 %)
- Salzgitter Flachstahl GmbH (100 %)
- Salzgitter Mannesmann Forschung GmbH (100 %)
- Salzgitter Klöckner-Werke GmbH (100 %)
- Mannesmann Line Pipe GmbH (100 %)
- Mannesmann Precision Tubes GmbH (100 %)
- Verkehrsbetriebe Peine-Salzgitter GmbH (100 %)
- Europipe GmbH (50 %)
- Hüttenwerke Krupp Mannesmann GmbH (30 %)
- Aurubis AG (25 %)
- Telcat Multicom (100 %)
- Universal Eisen und Stahl GmbH (100 %)[1]
- Desma Schuhmaschinen GmbH (100 %)